# Macrognathus

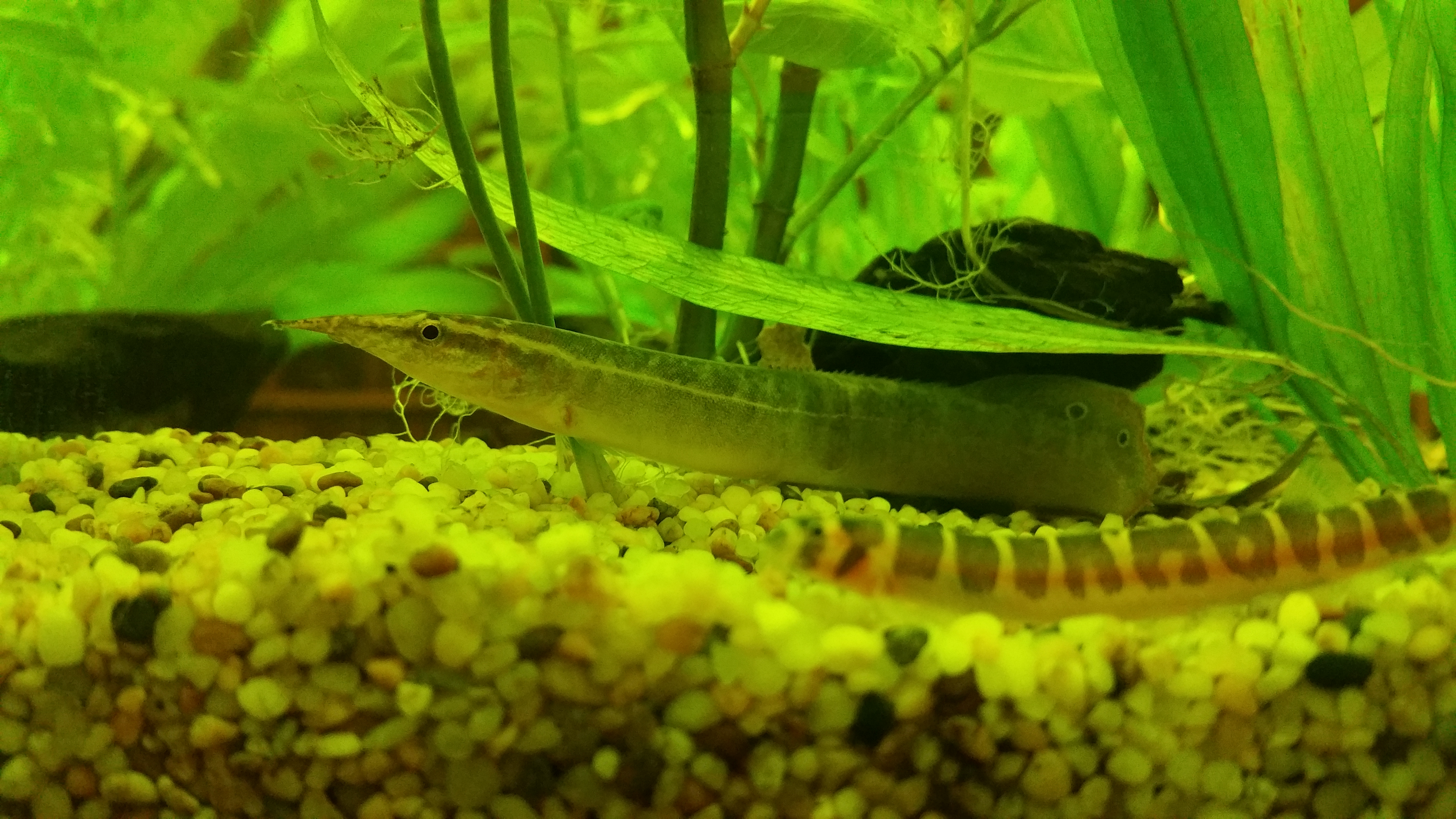
M. siamensis (al centro) in acquario, con Pangio kuhlii (sotto a destra)

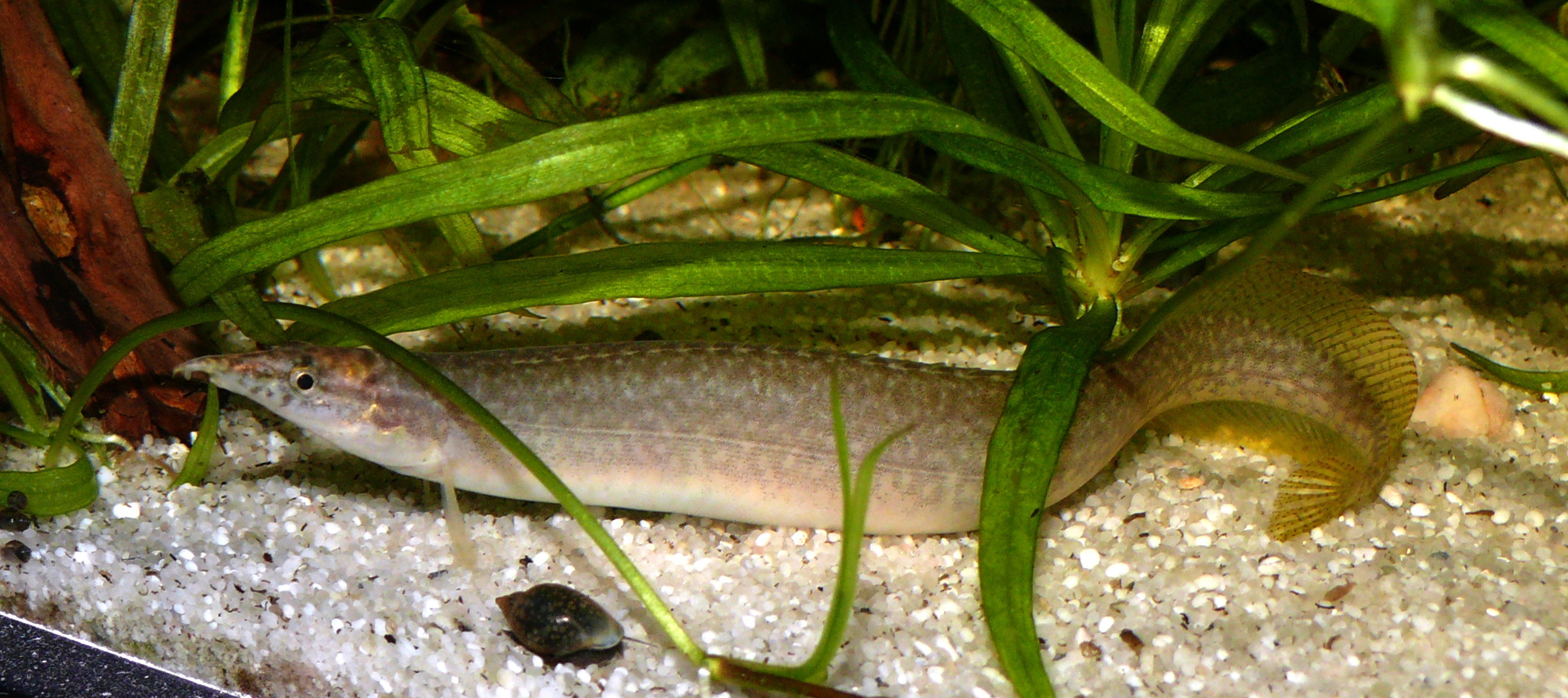
M. pancalus in acquario

Macrognathus Lacepède, 1800 è un genere di pesci appartenente alla famiglia Mastacembelidae.

## Distribuzione e habitat
Sono diffusi nell'Asia meridionale e nel sud-est asiatico, in acque dolci e occasionalmente salmastre.

## Descrizione
Le dimensioni sono molto variabili: la lunghezza massima registrata è 63,5 cm (Macrognathus aral), ma la maggior parte delle specie si mantiene tra i 20 e i 25 cm. Solitamente presentano delle macchie scure dal bordo bianco alla base della pinna dorsale.
Somigliano molto ai pesci del genere Mastacembelus, dai quali si distinguono le dimensioni del rostro; questo serve sia per trovare il cibo che per raccoglierlo.

## Alimentazione
Si nutrono di oligocheti e larve di insetti.

## Tassonomia
In questo genere sono riconosciute 24 specie:
- Macrognathus aculeatus (Bloch, 1786)
- Macrognathus albus Plamoottil & Abraham, 2014
- Macrognathus aral (Bloch & J. G. Schneider, 1801)
- Macrognathus aureus Britz, 2010
- Macrognathus caudiocellatus (Boulenger, 1893)
- Macrognathus circumcinctus (Hora, 1924)
- Macrognathus dorsiocellatus Britz, 2010
- Macrognathus fasciatus Plamoottil & Abraham, 2014
- Macrognathus guentheri (F. Day, 1865)
- Macrognathus keithi (Herre, 1940)
- Macrognathus lineatomaculatus Britz, 2010
- Macrognathus maculatus (G. Cuvier, 1832)
- Macrognathus malabaricus (Jerdon, 1849)
- Macrognathus meklongensis T. R. Roberts, 1986
- Macrognathus morehensis Arunkumar & Tombi Singh, 2000
- Macrognathus obscurus Britz, 2010
- Macrognathus pancalus F. Hamilton, 1822
- Macrognathus pavo Britz, 2010
- Macrognathus pentophthalmos (Gronow, 1854)
- Macrognathus semiocellatus T. R. Roberts, 1986
- Macrognathus siamensis (Günther, 1861)
- Macrognathus taeniagaster (Fowler, 1935)
- Macrognathus tapirus Kottelat & Widjanarti, 2005
- Macrognathus zebrinus (Blyth, 1858)

## Acquariofilia
Alcune specie di questo genere vengono tenute in acquario, soprattutto Macrognathus aculeatus e Macrognathus siamensis.